# Bartolomé González y Serrano

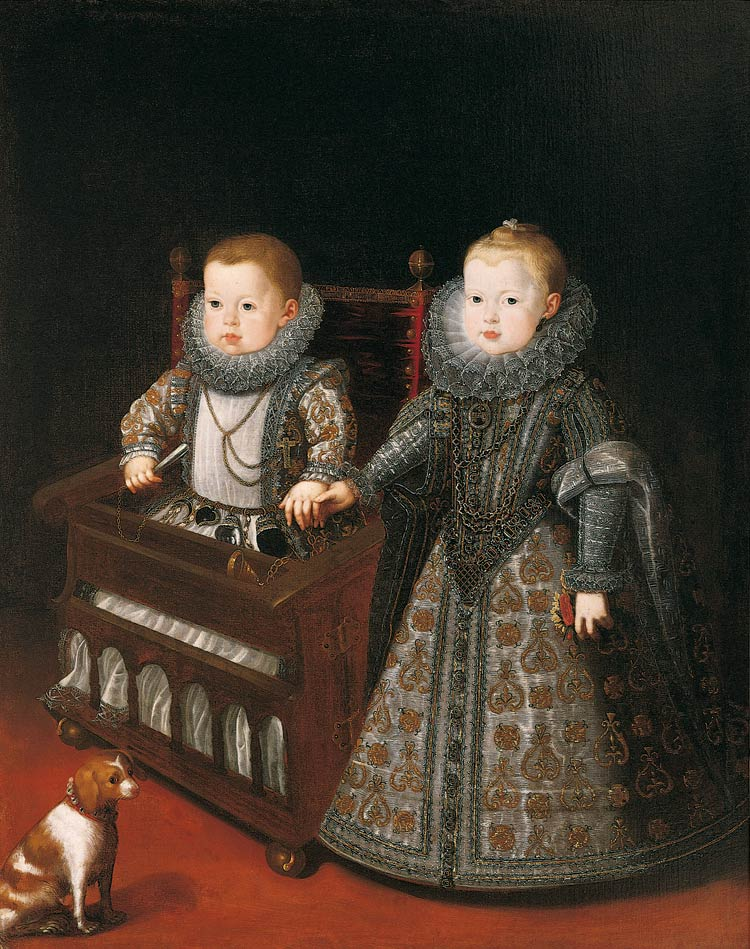
Los infantes Don Alfonso el Caro y Ana Margarita, 1613, óleo sobre lienzo, 144 x 118 cm, Madrid, Instituto Valencia de Don Juan.

Bartolomé González y Serrano (Valladolid, 1564 - Madrid, 1627), fue un pintor barroco español, especializado en la pintura de retratos, en los que se muestra como un continuador del tipo de retrato cortesano renacentista practicado por Alonso Sánchez Coello y, especialmente, por Juan Pantoja de la Cruz.

## Biografía
Discípulo en Valladolid de Patricio Cajés y de Juan Pantoja de la Cruz, de quien en muchos aspectos fue un imitador, al abandonar la corte su ciudad natal se instaló en Madrid, donde aparece documentado desde 1607, centrando su actividad en la ejecución de retratos al servicio de la corona junto a Santiago Morán, Rodrigo de Villandrando y Andrés López Polanco. Desde 1617 ostentó el cargo de pintor del rey Felipe III, ocupando la plaza dejada vacante por Fabricio Castello, a la que aspiraban también un hijo de este, Félix Castelo, y Juan de Roelas.
Su obra conservada está casi exclusivamente dedicada a la producción de retratos de la familia real con destino a diversas cortes europeas y a recomponer, bajo la dirección de Pantoja de la Cruz, la incendiada en 1604 galería de retratos del Palacio del Pardo. Repetitivos y de ejecución un tanto seca, González se aplicó en describir minuciosamente bordados, joyas y demás piezas de adorno, pero los rostros, tratados con técnica de claroscuro, resultan rígidos e inexpresivos. 
Hasta la muerte de Felipe III pintó noventa y un retratos de la familia real. Muchos de ellos copias de obras ajenas, en las que parece advertirse cierta desgana. También realizó algunas obras religiosas como el San Juan Bautista firmado en 1621 del Museo de Bellas Artes de Budapest, o El descanso en la huida a Egipto (1627, Museo del Prado), en los que se advierte mayor proximidad al tenebrismo caravaggista que a los modelos manieristas de sus retratos. 
Por su testamento, fechado el 8 de octubre de 1627, en el que firmó como testigo Felipe Diricksen, y del inventario de sus bienes hecho a su muerte, pocos días más tarde, se sabe que pintó también bodegones y paisajes, no conservándose nada de su actividad en estos géneros, además de realizar numerosas copias de pinturas de la colección real, tanto de artistas italianos (Tiziano y Rafael) como de españoles contemporáneos, entre ellos Pedro de Orrente, Blas de Prado y Vicente Carducho.